# Кемпирбулак
Кемпирбулак (каз. Кемпірбұлақ) — упразднённое село в Зайсанском районе Восточно-Казахстанской области Казахстана. Входило в состав Шиликтинского сельского округа. Код КАТО — 634649614. Ликвидировано в 2009 г.

## Население
В 1999 году население села составляло 126 человек (75 мужчин и 51 женщина). По данным переписи 2009 года, в селе проживали 24 человека (12 мужчин и 12 женщин).